# Casque de protection

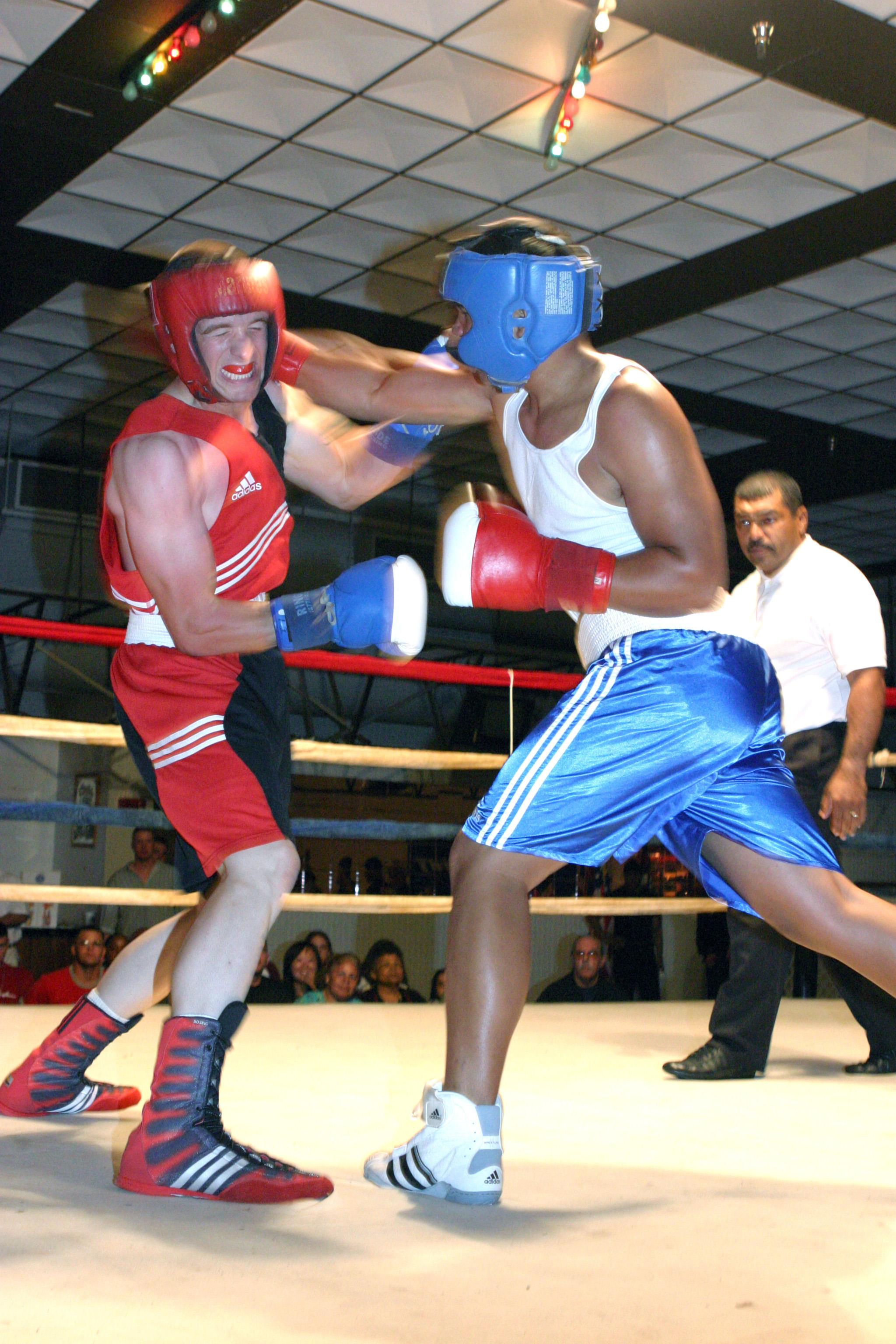
Casque de boxe utilisé en compétition amateur

Un casque de protection est un équipement de protection dans la pratique d'arts martiaux ou sports de combat, en entraînement ou en compétition.

## Dans la boxe anglaise
Le casque est obligatoire lors des compétitions de boxe amateur. Il l'était aux Jeux olympiques jusqu'en 2012.
Également utilisé par les professionnels pendant leurs entraînements, il protège efficacement contre les coupures mais n'évite pas les contusions. De nombreux modèles existent mais celui reconnu par l'AIBA (Association Internationale de Boxe Amateur) n'est pas rembourré au niveau du menton. Les boxeurs restent de ce fait particulièrement exposés aux uppercuts.